# 1998 год в истории железнодорожного транспорта
1998 год в истории железнодорожного транспорта

## События
- 26 ноября — в Индии в штате Пенджаб произошла железнодорожная катастрофа. Погиб 201 человек, травмы получили порядка 230 человек[1].
- Принято решение об открытии Новосибирского музея железнодорожной техники.
- 13 мая — в городе Гурьевске Кемеровской области обрушился автомобильный мост, сооружённый над железнодорожными путями. Причиной аварии стало разрушение одной из опор проходившим под мостом железнодорожным краном. Вместе с перекрытиями рухнул вниз автомобиль «Жигули», в котором погибла одна пассажирка (по другим данным лишь один пассажир выжил, остальные 3 или 4 пассажира позже скончались в больнице). Виновным в трагедии признали машиниста железнодорожного крана, который по халатности не опустил крановую конструкцию на платформу. Жертв этой трагедии могло быть в несколько раз больше: следом за «Жигулями» ехал наполненный пассажирами рейсовый междугородный автобус № 102, следовавший по маршруту Гурьевск-Белово. Водитель автобуса успел затормозить в нескольких метрах от образовавшегося провала.
- Июнь. Открыто железнодорожное движение по реконструированному мосту через Амур возле Хабаровска.
- Земмерингская железная дорога добавлена в список Всемирного наследия.
- 3 июня — у коммуны Эшеде (Германия) произошло крушение поезда Intercity-Express. Погибших 101 человек, пострадавших 88 человек.
- 31 июля — в Челябинске после реконструкции открыто движение по всей детской железной дороге протяжённостью 5,8 км между станциями Звёздная и Солнечная.
- 18 октября — произошло крушение на перегоне Танеевка — разъезд 54 км[2].

## Новый подвижной состав
- Коломенским заводом были построены 2 электровоза серии ЭП200 (№ 0001 и 0002).
- Людиновский тепловозостроительный завод совместно с General Motors Electro-Motive Division выпустил два опытных экземпляра грузового тепловоза ТЭРА1 с дизелем компании General Electric.
- Новочеркасский электровозостроительный завод собрал первые электровозы ЭП10.